# エル・スエニョ・デ・モルフェオ
エル・スエニョ・デ・モルフェオ（スペイン語: El Sueño de Morfeo、「モルペウスの夢」）はスペイン・アストゥリアス州を拠点とするバンドである。その音楽スタイルは、ケルト音楽、フォークロック、ギターポップなどを取り入れたポップ・ロックである。

## 来歴

### 2002年:Xemáとして始動
バンドは2002年にXemáの名で結成され、アストゥリアスの民俗音楽からの強い影響を特徴としていた。同年に初のアルバム『Del interior』を発売するが、商業的に大きな成功を収めることはできなかった。収録はアストゥリアス出身のダビド・フェイトと、カナリア諸島出身で、アストゥリアス州シエロのColegio Internacional Meresの音楽教師であるラケル・デル・ロサリオとその同僚アンドレース・アロンソ（Andrés Alonso、ベース・ギターおよびギター）、アントン・フェルナンデス（Antón Fernández、ベース・ギターおよびギター）によって行われた。その後、Xemáは解散し、新しいプロジェクトに移行することが決まった。

### 2003年 - 2006年: 「1+1 son 7」と『El Sueño de Morfeo』
ダビド・フェイト、ラケル・デル・ロサリオはその後フアン・ルイス・スアレス（Juan Luis Suárez）と出会い、共に新しいバンド名を決める。候補に挙がった名前にはプピトレ・アスール（Pupitre Azul、「青い机」やラ・イハ・デル・カオス（La Hija del Caos、「カオスの娘」などがあったが、最終的にはエル・スエニョ・デ・モルフェオ（El Sueño de Morfeo）に決定した。
2004年、ラケルはスペインの連続テレビドラマ「ロス・セラーノ」によるタイトル曲の募集に応募してデモテープを送ったところ、制作会社のグロボメディア（Globomedia）はバンドに対してタイトル曲の製作を依頼した。ドラマ出演者のフラン・ペレアとともにドラマのタイトル曲「1+1 son 7」を収録し、オープニング曲として放映された。これによって広く大衆に知られるところとなり、グロボメディアの音楽部門であるグロボメディア・ムシカ（Globomedia Música）と契約を交わすこととなった。初のアルバム『El Sueño de Morfeo』 はマネル・サンティステバン（Manel Santisteban）のプロデュースにより2005年3月に発売される。先立つ1月にアルバムからの初のシングルカット「Nunca volverá」が発売され、すぐにスペイン国内でヒットとなり、この楽曲は同年の年間シングルチャートで3位となったその後同アルバムからは「Ojos de cielo」、「Okupa de tu corazón」、「Esta soy yo」がシングル化され、チャート入りする。バンドはスペイン国内で100を超えるコンサートをこなし、ラテン・アメリカへもプロモーション・ツアーに出る。また同じ年にドゥンカン・ドゥーのトリビュート・アルバムに参加し、「Una calle de París」のカバー曲を収録する。
2006年、スペインのビール・クルスカンポのコマーシャルのために、「Tómate la vida」と題して、「I Will Survive」のカバー曲を収録した。ラケルはディエゴ・マルティンとの共演曲「Déjame verte」を収録、エル・スエニョ・デ・モルフェオとしては映画『カーズ』のサウンドトラック』のスペイン版向けに、「Our Town」、「Reencontrar」のスペイン語カバー曲を収録した。テレビ放送局『ラ・セクスタ』の開局キャンペーンでは、楽曲『Sonrisa especial』で寄与した。

### 2007年 - 2008年: 『Nos vemos en el camino』

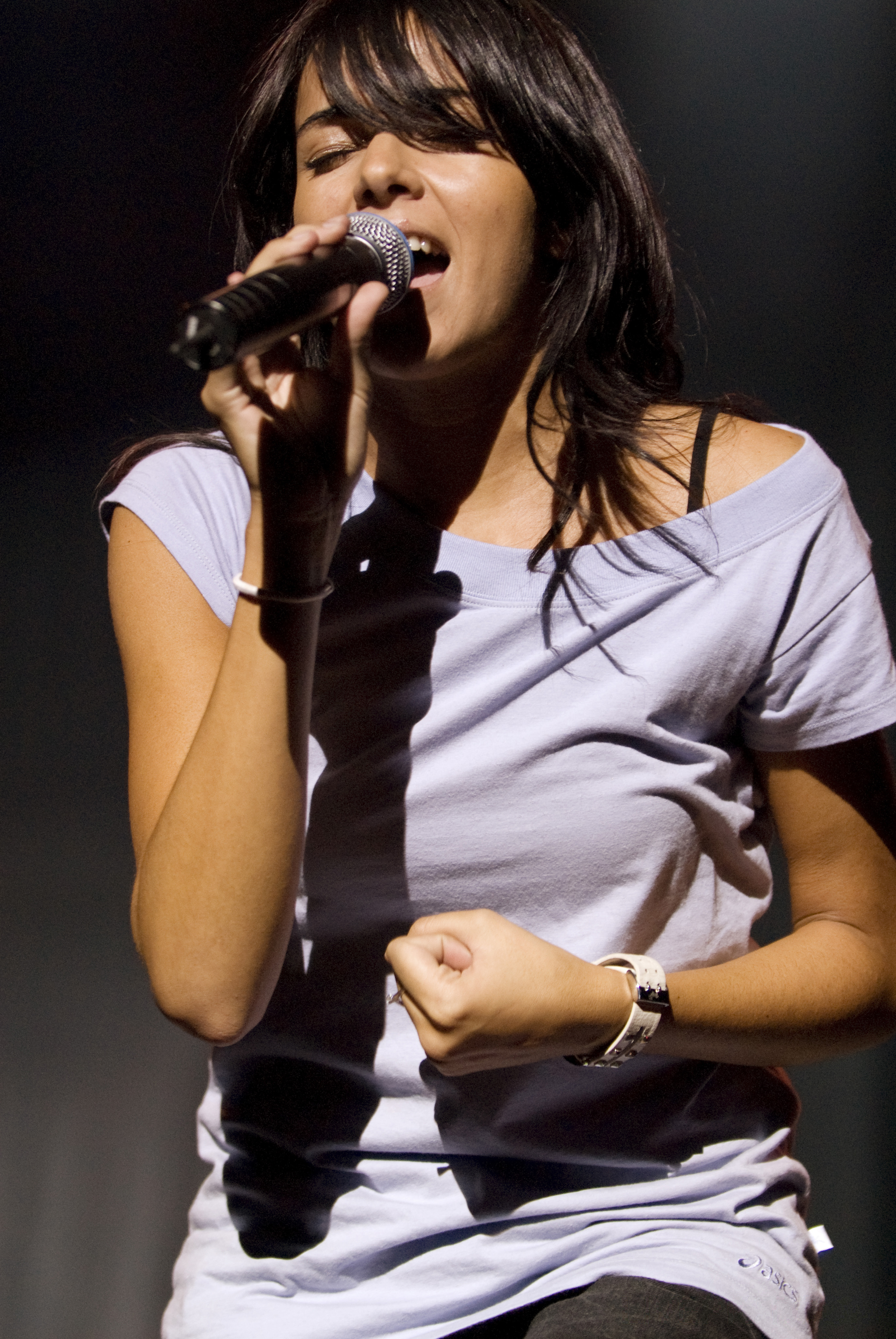
エル・スエニョ・デ・モルフェオのコンサートで歌うラケル

エル・スエニョ・デ・モルフェオとしては2枚目となるアルバム『Nos vemos en el camino』は2006年中に収録され、2007年4月に発売された。収録曲の「Un tunel entre tú y yo」は、連続テレビドラマ「ロス・セラーノ」に使用される。アルバムからシングルカットは「Para toda la vida」、ついで「Demasiado tarde」であった。その後発売された2つのシングルはいずれもネクとの共演曲の「Para ti sería」、「Chocar」であった。このアルバムは後に、映像を収録したDVDとネクとの共演曲などを併せで再発された。バンドは2007年にスペイン各地をツアーし、2008年にもミニ・ツアーをする。

### 2009年 - 2010年: 『Cosas que nos hacen sentir bien』
2年後の2009年初期、アメリカ合衆国のロサンゼルスで新しいアルバムを制作する。初のシングルカット「Si no estás」は2009年4月に発売され、アルバム『Cosas que nos hacen sentir bien』は同年5月に発売される。その後、「No sé dónde voy」、「Gente」がシングル化される。2009年から2010年にかけてスペイン各地をツアーした。2010年にはコンプリセスの20周年記念アルバム向けに、共演曲「Es por ti」を収録する。

### 2011年 - 2012年: 『Buscamos sonrisas』
2011年初頭、ラ・ムシカリテとの共演により「Cuatro elementos」を収録し、同曲は3月にスペインのヒット・チャートで9位入りする。2011年2月、ラケルはルカ・バルバロッサとともにサンレモ音楽祭2011に出場して「Fino in fondo」を歌い、5位入賞を果たす。
4枚目のアルバム『Buscamos Sonrisas』はトム・ルッソのプロデュースによりロサンゼルスで収録された。アルバムは2012年2月に、それに先立ってシングル「Depende de ti」は2011年11月に、それぞれ発売された。アルバムの発売後、バンドはスペイン各地をツアーする。

### 2013年: ユーロビジョン・ソング・コンテスト
2012年12月17日、テレビシオン・エスパニョーラは、2013年5月にスウェーデンのマルメで開催されるユーロビジョン・ソング・コンテスト2013のスペイン代表に選出されたことを発表した。

## メンバー
- ヴォーカル: ラケル・デル・ロサリオ（英語版）（Raquel del Rosario）
- アコースティック・ギター、バック・ヴォーカル: ダビド・フェイト・ロドリゲス（David Feito Rodríguez）
- エレクトリック・ギター: フアン・ルイス・スアレス・ガリード（Juan Luis Suárez Garrido）

## ディスコグラフィー

### アルバム

#### スタジオ・アルバム
| Del Interior （Xemà）            | - Released: 2002年（スペイン） - Label: Ventilador Music - Formats: CD、ディジタル・ダウンロード      | —  |                          |
| El Sueño de Morfeo               | - 発売: 2005年3月3日（スペイン） - レーベル: Globomedia Música - 形式: CD、ディジタル・ダウンロード   | 4  | - プロムシカエ: プラチナ |
| Nos vemos en el camino           | - 発売: 2007年4月17日（スペイン） - レーベル: Globomedia Música - 形式: CD、ディジタル・ダウンロード  | 2  | - プロムシカエ: ゴールド |
| Cosas que nos hacen sentir bien  | - 発売: 2009年5月16日（スペイン） - レーベル: Warner Music Spain - 形式: CD、ディジタル・ダウンロード | 3  |                          |
| Buscamos Sonrisas                | - 発売: 2012年2月14日（スペイン） - レーベル: Warner Music Spain - 形式: CD、ディジタル・ダウンロード | 16 |                          |
| "—" はチャート入りしなかったもの | |    |                          |

### シングル

#### エル・スエニョ・デ・モルフェオのシングル
| "La noche"（Xemà）                                             | 2002年 | —  | —  |                          | Del Interior                    |
| "Nunca volverá"                                                | 2005年 | 1  | —  |                          | El Sueño de Morfeo              |
| "Ojos de cielo"                                                | 2005年 | —  | 35 |                          | El Sueño de Morfeo              |
| "Okupa de tu corazón"                                          | 2005年 | —  | —  |                          | El Sueño de Morfeo              |
| "Ésta soy yo"                                                  | 2006年 | —  | —  |                          | El Sueño de Morfeo              |
| "Tómate la vida"                                               | 2006年 | —  | —  |                          | El Sueño de Morfeo              |
| "Para Toda La Vida"                                            | 2007年 | —  | —  |                          | Nos vemos en el camino          |
| "Demasiado tarde"                                              | 2007年 | —  | —  |                          | Nos vemos en el camino          |
| "Chocar" feat. Nek                                             | 2008年 | —  | —  |                          | Nos vemos en el camino          |
| "Nada es suficiente"                                           | 2008年 | —  | —  |                          | Nos vemos en el camino          |
| "Si no estás"                                                  | 2009年 | 8  | —  | - プロムシカエ: ゴールド | Cosas que nos hacen sentir bien |
| "No sé donde voy"                                              | 2009年 | —  | —  |                          | Cosas que nos hacen sentir bien |
| "Gente"                                                        | 2009年 | —  | —  |                          | Cosas que nos hacen sentir bien |
| "Depende de ti"                                                | 2011年 | 38 | —  |                          | Buscamos sonrisas               |
| "Lo mejor está por llegar"                                     | 2011年 | —  | —  |                          | Buscamos sonrisas               |
| "—" はチャート入りしなかったもの、もしくは発売されなかったもの |        |    |    |                          |                                 |

#### 客演したシングル
| "Cuatro elementos" (La Musicalité feat. El Sueño de Morfeo)    | 2011年 | 9 | — |  | Cuatro elementos |
| "—" はチャート入りしなかったもの、もしくは発売されなかったもの |        |   |   |  |                  |

### その他の客演曲
| 楽曲                                                   | 年     | 収録アルバム                                   |
| ------------------------------------------------------ | ------ | ---------------------------------------------- |
| "Una calle de París"                                   | 2005年 | Gaviotas Dónde Irán - Un Tributo a Duncan Dhu  |
| "Dejame verte" (Diego Martin feat. El Sueño de Morfeo) | 2005年 | Vivir no es solo respirar                      |
| "Reencontrar"                                          | 2006年 | Cars スペイン版                                |
| "Es por ti" (Cómplices feat. El Sueño de Morfeo)       | 2010年 | 20 años                                        |
| "Física o química (Sintonia versión)"                  | 2010年 | Física o química, Vol. 2 (Original Soundtrack) |

## 受賞とノミネート
| 年     | 賞                              | 分野                                        | 作品名                 | 結果       |
| ------ | ------------------------------- | ------------------------------------------- | ---------------------- | ---------- |
| 2005年 | 2005 MTV Europe Music Awards    | MTV Europe Music Award for Best Spanish Act | -                      | ノミネート |
| 2006年 | Premios de la Música            | Revelation Songwriters of the Year          | "Ojos de cielo"        | 受賞       |
| 2006年 | Premios de la Música            | Best Pop Album                              | El Sueño de Morfeo     | ノミネート |
| 2006年 | AMAS Awards                     | AMAS de Honor                               | -                      | 受賞       |
| 2007年 | 2007 MTV Europe Music Awards    | MTV Europe Music Award for Best Spanish Act | -                      | ノミネート |
| 2007年 | Los Premios 40 Principales 2007 | Best Song                                   | "Para Toda La Vida"    | ノミネート |
| 2007年 | Los Premios 40 Principales 2007 | Best Album                                  | Nos vemos en el camino | ノミネート |
| 2007年 | Los Premios 40 Principales 2007 | Best Group                                  | -                      | ノミネート |
| 2009年 | Los Premios 40 Principales 2009 | Best Group                                  | -                      | ノミネート |